# Cremastus champlaini
Cremastus champlaini là một loài tò vò trong họ Ichneumonidae.